# Бондаренко Анатолій Васильович
Анатолій Васильович Бондаренко (нар. 8 серпня 1974, Лисянка) — український політик, міський голова Черкас (з 24 листопада 2015).

## Життєпис
Народився 8 серпня 1974 року в смт Лисянка Лисянського району Черкаської області. 2005 року закінчив факультет «Економіки та управління» Черкаського технологічного університету, 2012 року факультет «Економіки та підприємництва» Уманського університету садівництва.
Протягом 1992—1994 років служив у Збройних силах України в розвідувальній роті спецпризначення.
Після армії працював у Лисянській будівельно-торговельній базі «Будматеріали» товарознавцем (1994—1996), Лисянському районному будинку культури (1996—1998), заступником голови Всеукраїнської громадської організації «Ліга української молоді» (2001—2002).
Перебуває на державній службі з 2002 року на посаді голови Лисянської селищної ради, голови Лисянської районної державної адміністрації (2005—2006).
У 2007—2010 роках працював заступником генерального директора компанії «Нібулон». У 2010—2013 роках вів підприємницьку діяльність.
Протягом 2014—2015 років працював помічником-консультантом народного депутата України Олексія Рябчина.
З листопада 2015 року — міський голова Черкас.
Також тричі був обраний депутатом Черкаської обласної ради. З березня 2010 року очолює Черкаську обласну організацію партії «Батьківщина».
3 липня 2020 року перейшов до партії «Пропозиція».
У вересні 2020 року зареєстрований кандидатом на посаду мера Черкас від партії «За майбутнє».

## Громадянська позиція
2021 року Анатолій Бондаренко наклав вето на рішення міської ради щодо перейменування 7 вулиць та одного провулку, які були здійсненні у рамках дерусифікації та декомунізації України. Так вулиця Волкова мала бути перейменована на Івана Мазепи, Крилова — на Василя Стуса, Можайського — на Степана Бандери, Титова — на Титарна, Стасова — на Митрополита Липківського, Пацаєва — на Петра Дорошенка, Добровольського — на Сінну, провулок Невського — на провулок Хмільник.

## Кримінальне розслідування
1 травня 2020 року Виконавчий комітет Черкаської міськради пом'якшив карантин, надавши дозвіл на відновлення торгівлі дрібних продуктових і промислових магазинів. Міністр МВС Аваков пригрозив, що проти міського голови буде відкрито кримінальне провадження. Поліція згодом відкрила кримінальну справу проти Бондаренка. До суперечки втрутився Зеленський, назвавши дії міськради та Бондаренка «спробою заробити політичний рейтинг».
20 травня на пресконференції Зеленський назвав Бондаренка бандитом, заявивши, що він має 19 кримінальних проваджень.
27 травня 2020 року міський голова Черкас подав позов проти президента України через слова про «бандита». Бондаренко попросив суд стягнути із Зеленського моральну шкоду за приниження честі, гідності та ділової репутації в розмірі 1 гривні.

## Сім'я
Дружина Бондаренко Валерія Олександрівна (11.09.1982 р.н.). Виховують трьох доньок та сина.

## Нагороди
- Почесний нагрудний знак Головнокомандувача Збройних сил України «За сприяння війську» (15 вересня 2022)[12]
- Відзнака Президента України «За оборону України» (2023)[13]